# The Big Mash Up
The Big Mash Up er Scooters fifthteenth studiealbum, udgivet i 2011 af Sheffield Tunes i Tyskland. Albummet blev efterfulgt af det indre "The Only One", udgivet den 20. maj 2011 med en anden single, "David Doesn't Eat", udgivet på samme dag som selve albummet. Den tredje single, "C'est Bleu" featuring Vicky Leandros, blev udgivet den 2. december 2011. Den 23. marts 2012 Et ny version af "It's A Biz (Ain't Nobody)" frigives som den fjerde single.

## Spor

### CD1
1. «C.I.F.L.»
2. «David Doesn't Eat»
3. «Dreams»
4. «Beyond the Invisible»
5. «Sugary Dip»
6. «It's a Biz (Ain't Nobody)»
7. «C'est Bleu (feat. Vicky Leandros)»
8. «8:15 to Nowhere»
9. «Close Your Eyes»
10. «The Only One»
11. «Sex and Drugs and Rock 'n' Roll»
12. «Copyright»
13. «Bang Bang Club»
14. «Summer Dream»
15. «Mashuaia»
16. «Friends Turbo»

### CD2
1. «Suck My Megamix — The Longest Scooter Single In The World»

### Web
1. «Suck My Megamix — The Longest Scooter Single In The World (Extended Version)»

CD2 (Suck My Megamix):
01. One (Always Hardcore)
02. Ti Sento
03. Jumping All Over The World
04. Jump That Rock (Whatever You Want)
05. And No Matches
06. The Question Is What Is The Question?
07. Faster Harder Scooter
08. Hello! (Good To Be Back)
09. Move Your Ass
10. How Much Is The Fish?
11. Jigga Jigga!
12. Ramp! (The Logical Song)
13. Nessaja
14. J'adore Hardcore
15. Friends Turbo
16. Let Me Be Your Valentine
17. Rebel Yell
18. Endless Summer
19. I'm Raving
20. Suavemente
21. Apache Rocks The Bottom
22. Lass Uns Tanzen
23. Shake That!
24. The Only One
25. We Are The Greatest
26. Aiii Shot The DJ
27. Maria (I Like It Loud)
28. Posse (I Need You On The Floor)
29. Stuck On Replay
30. She's The Sun
31. The Night
32. Weekend!
33. I'm Lonely
34. Fuck The Millennium
35. Call Me Mañana
36. Fire
37. Behind The Cow
38. Break It Up
39. The Sound Above My Hair
40. The Age Of Love
41. No Fate
42. I'm Your Pusher
43. I Was Made For Lovin' You
44. Move Your Ass
45. Hyper Hyper
46. Back In The U.K.

## Begrænset udgave
En Begrænset udgave udgave af albummet er udstyret med en DVD, der indeholder Scootere The Stadium Techno Inferno - Live in Hamburg 2011 concert.
DVD (The Stadium Techno Inferno – Live in Hamburg 2011) Spor:
01. Intro
02. Hello! (Good To Be Back)
03. Aiii Shot The DJ
04. Jumping All Over The World
05. The Question Is What Is The Question?
06. I'm Raving
07. The Only One
08. The Logical Song
09. The Leading Horse
10. Stuck On Replay
11. Frequent Traveler / Sunrise (Here I Am) / Cambodia
12. Jigga Jigga!
13. Habanera
14. Fuck The Millenium / Call Me Mañana
15. No Fate
16. Ti Sento
17. J'adore Hardcore
18. Jump That Rock (Whatever You Want)
19. How Much Is The Fish?
20. One (Always Hardcore)
21. Fire
22. Nessaja
23. Maria (I Like It Loud)
24. Move Your Ass / Endless Summer / Hyper Hyper

## Hitlisteplaceringer
| Titel             | Placering | Placering | Placering | Placering | Placering | Placering |
| Titel             | Tyskland  | Østrig    | Tjekkiet  | Ungarn    | Rusland   | Schweiz   |
| ----------------- | --------- | --------- | --------- | --------- | --------- | --------- |
| "The Big Mash Up" | 15        | 30        | 26        | 39        | 19        | 47        |